# Municipio de Iowa (condado de Douglas)
El municipio de Iowa (en inglés: Iowa Township) es un municipio ubicado en el condado de Douglas en el estado estadounidense de Dakota del Sur. En el año 2010 tenía una población de 109 habitantes y una densidad poblacional de 1,17 personas por km².

## Geografía
El municipio de Iowa se encuentra ubicado en las coordenadas 43°22′38″N 98°31′45″O / 43.37722, -98.52917. Según la Oficina del Censo de los Estados Unidos, el municipio tiene una superficie total de 93.1 km², de la cual 91,98 km² corresponden a tierra firme y (1,2 %) 1,12 km² es agua.

## Demografía
Según el censo de 2010, había 109 personas residiendo en el municipio de Iowa. La densidad de población era de 1,17 hab./km². De los 109 habitantes, el municipio de Iowa estaba compuesto por el 100 % blancos. Del total de la población el 0,92 % eran hispanos o latinos de cualquier raza.